# Potnia Theron

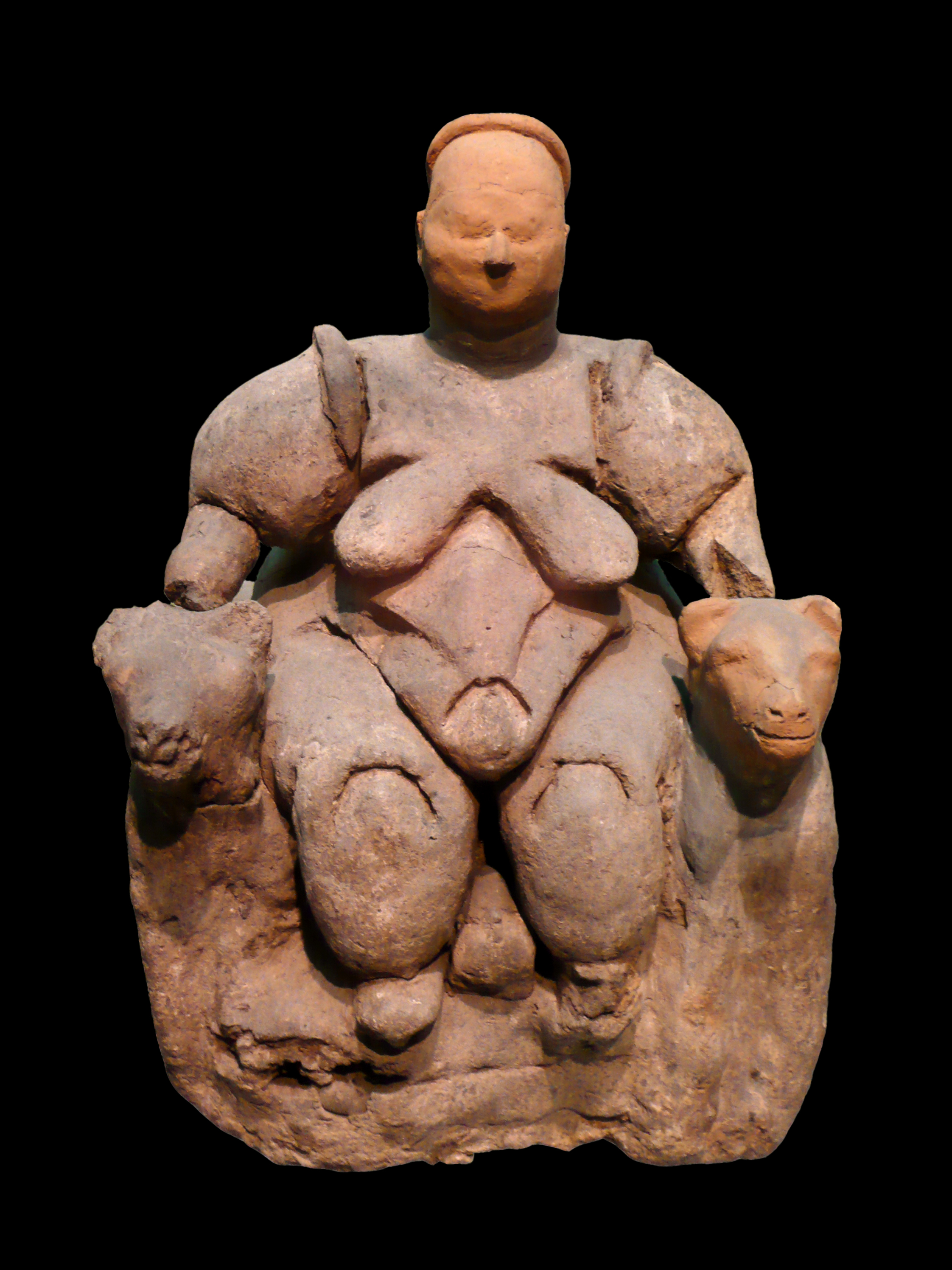
Den sittande kvinnan i Çatalhöyük.

Potnia Theron (forngrekiska: Ἡ Πότνια Θηρῶν, [hɛː pót.ni.a tʰɛː.rɔ̂ːn], "Djurens drottning") är ett vanligt religiöst motiv i det antika Medelhavsområdet och Mesopotamien, använd av grekerna om en gudinna som avbildas uppvaktad av två djur på vardera sida, ofta lejon: ibland stående, ibland sittande på en tron. De antika grekerna hänvisade till alla sådana avbildningar med namnet Potnia Theron, oavsett deras ursprung. 
Den äldsta avbildningen av en sådan gestalt är Den sittande kvinnan i Çatalhöyük från cirka 6000 f.Kr. Homeros använde begreppet om Artemis och andra gudinnor som associerades med djur.  Titeln Potnia ("Härskarinnan") är en förgrekisk titel för en gudinna associerad med djur, och denna gudinna tros vara identisk med Artemis. Potnia Theron föreslås inom forskning ha varit titeln för en gudinna i den förgrekiska minoiska religionen som var föregångare till Artemis.  